# 帕爾菲諾區

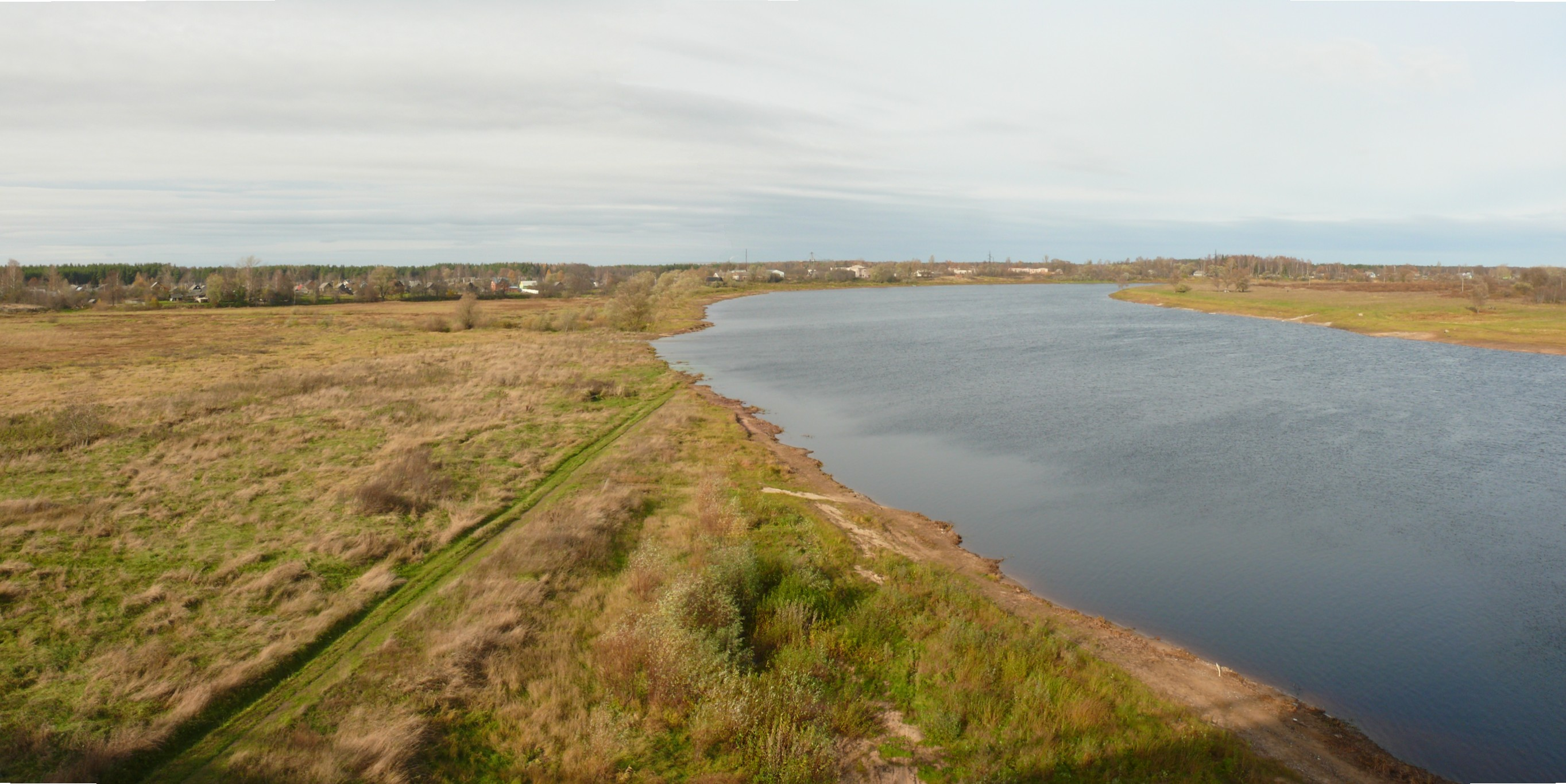

57°57′N 31°38′E / 57.950°N 31.633°E
帕爾菲諾區（俄语：Парфинский район），是俄羅斯的一個區，位於該國西北部，由諾夫哥羅德州負責管轄，始建於1968年12月13日，面積1,591平方公里，2010年人口14,395，人口密度每平方公里9.05人。